# プエブロ号事件

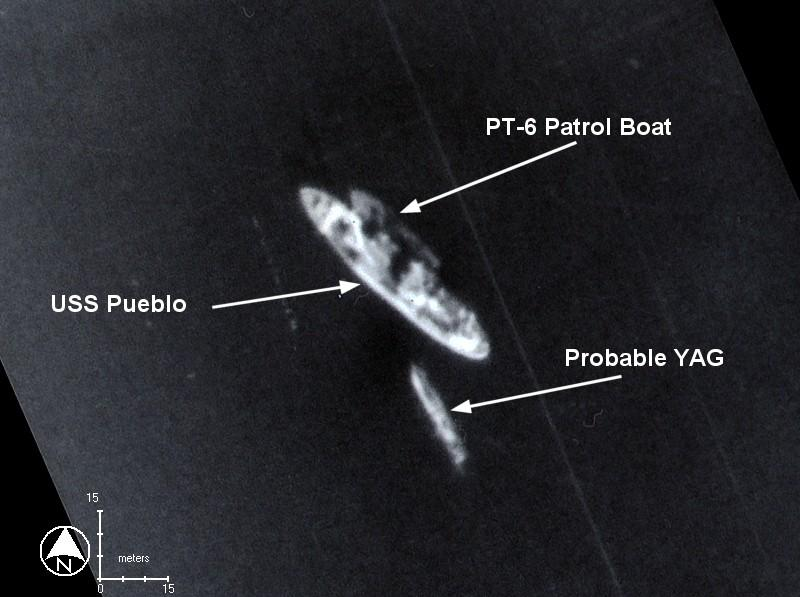
朝鮮人民軍に拿捕されたプエブロ号の航空写真（CIAのA-12撮影）

プエブロ号事件（プエブロごうじけん）は、1968年1月にアメリカ海軍の情報収集艦「プエブロ」が、朝鮮民主主義人民共和国（北朝鮮）に拿捕された事件である。

## 概要

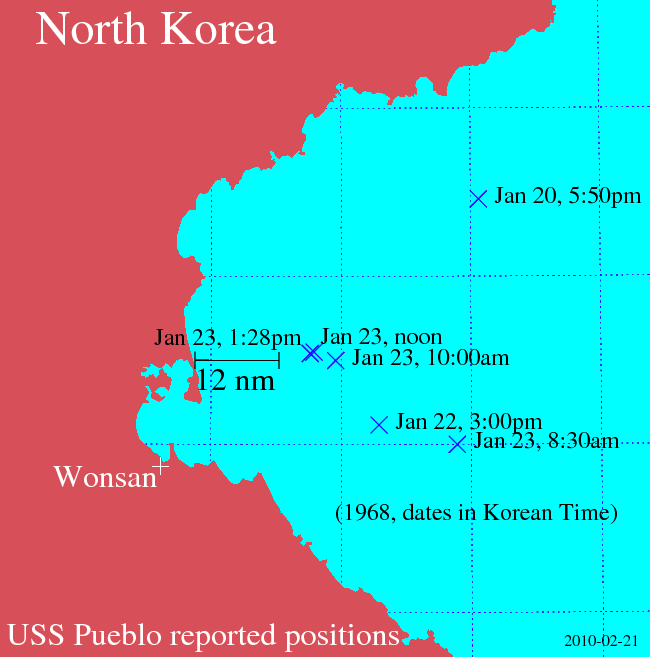
アメリカ海軍の報告による「プエブロ」の位置

朝鮮人民軍のゲリラ部隊が大韓民国の朴正煕大統領殺害を企てた青瓦台襲撃未遂事件から2日後の1968年1月23日、北朝鮮東岸の元山沖の洋上でアメリカ国家安全保障局の通信傍受作戦に就いていた「プエブロ」が、領海侵犯を理由に北朝鮮の駆潜艇などから攻撃を受け、乗員1名が死亡、残る乗員82名が身柄を拘束され、北朝鮮当局の取り調べを受けた。北朝鮮の取調下で乗組員らは領海侵犯を認めた。ただし、実際に領海侵犯が行なわれたかどうかについては、現在もアメリカと北朝鮮で主張が食い違っている。
このプエブロ号拿捕事件を受けて、当時ベトナム戦争の北爆任務前の休養のため日本に初めての原子力空母として寄港していたエンタープライズは北爆任務を中断して佐世保港から緊急出港（当時は佐世保エンタープライズ寄港阻止闘争の真っ只中であった）し、日本海へと向かった。朴正煕暗殺未遂に続いて起こった出来事に、朝鮮半島情勢は緊張。第2次朝鮮戦争の危機を感じさせる事件であった。
「プエブロ」乗組員らの自供もあって、国際的な見方はアメリカに批判的であった。結局アメリカは外交的解決として、板門店での会談で北朝鮮の用意したスパイ活動を認める謝罪文書に調印することとなった。乗員は11か月の拘束の後、同年12月に解放された。しかし、「プエブロ」は返還されず、現在も北朝鮮の管理下に置かれて首都平壌市内の大同江河畔に係留され、一般向けに公開されており、同国の反米宣伝に利用されている。
この事件は、アメリカ軍人を人質に捕ることで、朴政権の北進を断念させる狙いがあった。一方、戦争の危険を顧みずにアメリカに挑戦し、ぎりぎりの外交戦術で相手の譲歩を勝ち取る瀬戸際外交の始まりであったと見るものもいる。

## 事件の詳細

### 拿捕

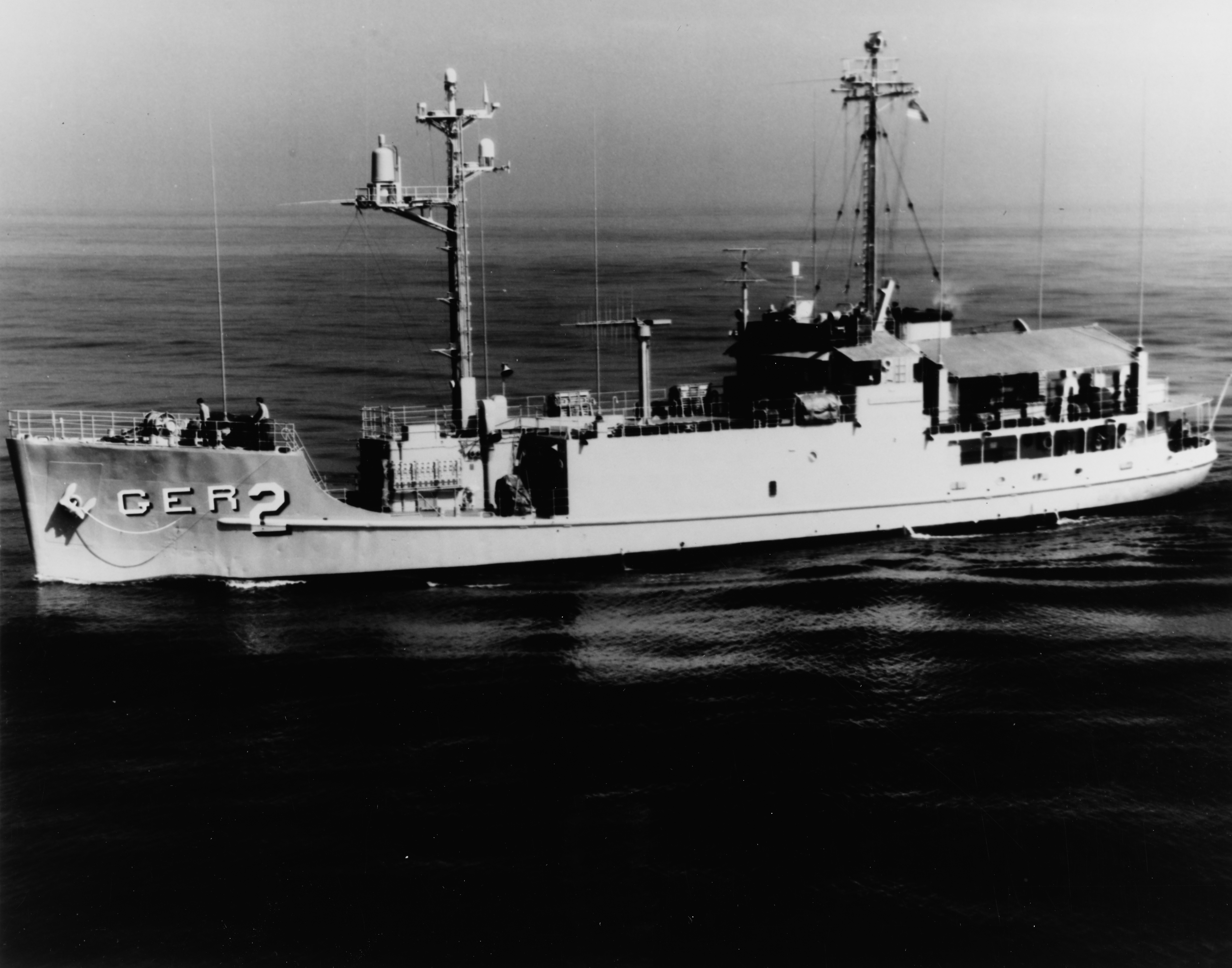
プエブロ（1967年10月）

「プエブロ」はアメリカ国家安全保障局の諜報活動の一環で、在日アメリカ海軍の日常的な通信傍受作戦に参加していた。「プエブロ」は長波長の低出力交信を傍受するため、日本海をソ連周辺まで接近して南下する計画を実行することになった。
「プエブロ」は横須賀港出港後、佐世保港で機器を追加で搭載し、1968年1月10日、作戦のために出動した。「プエブロ」はアンテナが立ち並び、一見して電波傍受目的の船であることは明らかだった。米国議会の調査報告書によれば、北朝鮮近辺で露骨に活動する情報収集艦に同国とソ連がそれぞれどう反応するのかを確認するという任務も含まれていたとされる。それ以前にも同様の活動をした米艦船があり、北朝鮮はこれに強い警告をしていたという。
1月21日、北朝鮮の小型快速艦が「プエブロ」の傍を通過、1月22日北朝鮮の漁船2隻が現れ、1隻が「プエブロ」を1周し、しばらく漂ってから去る等の圧力をかけ始めた。この時点では北朝鮮側にとっても明らかに公海上であったと思われる。
1月23日正午頃、北朝鮮海軍が「プエブロ」を臨検する様相を見せたので、移動を始めたものの、北朝鮮艦の追跡を受け、上瀬谷通信隊に電報を発信したが、在日アメリカ海軍は嫌がらせを受けているだけと判断し、特に対応をとらなかった。しかし北朝鮮側からMiG-21戦闘機2機と駆潜艇1隻、魚雷艇3隻が応援に急行。北朝鮮の駆潜艇は国際信号旗「SN」を掲げて停船を要求した。
「プエブロ」は追跡を回避しようとしたが包囲され、午後1時半頃から発砲警告、さらに銃砲撃を受けて停船した。「プエブロ」は国務省に宛て、ワシントン時間午後11時45分にSOSを発した。「プエブロ」側は機関銃のカバーをかけたままで反撃しなかったが、攻撃により8名が負傷、うち3名が重傷を負い、更にそのうち1人が後に死亡した（2回目の砲撃で負傷した見習い機関兵デューン・ホッジスが死亡した）。駆潜艇から北朝鮮兵士が乗り移って白兵戦に発展。アメリカ兵を縛り上げた後目隠しをし、銃床で殴ったりして捕らえた。「プエブロ」は北朝鮮海軍に拿捕され、元山港へ入港した。
一説には、「プエブロ」は北朝鮮艦の指示に従って元山港に向かったものの、通信機器の破壊や機密書類処分の時間稼ぎのために極力低速で航行し、さらに停止したか、書類を海に投棄しようとしたため、北朝鮮側が攻撃に移ったともされる。

### 収容

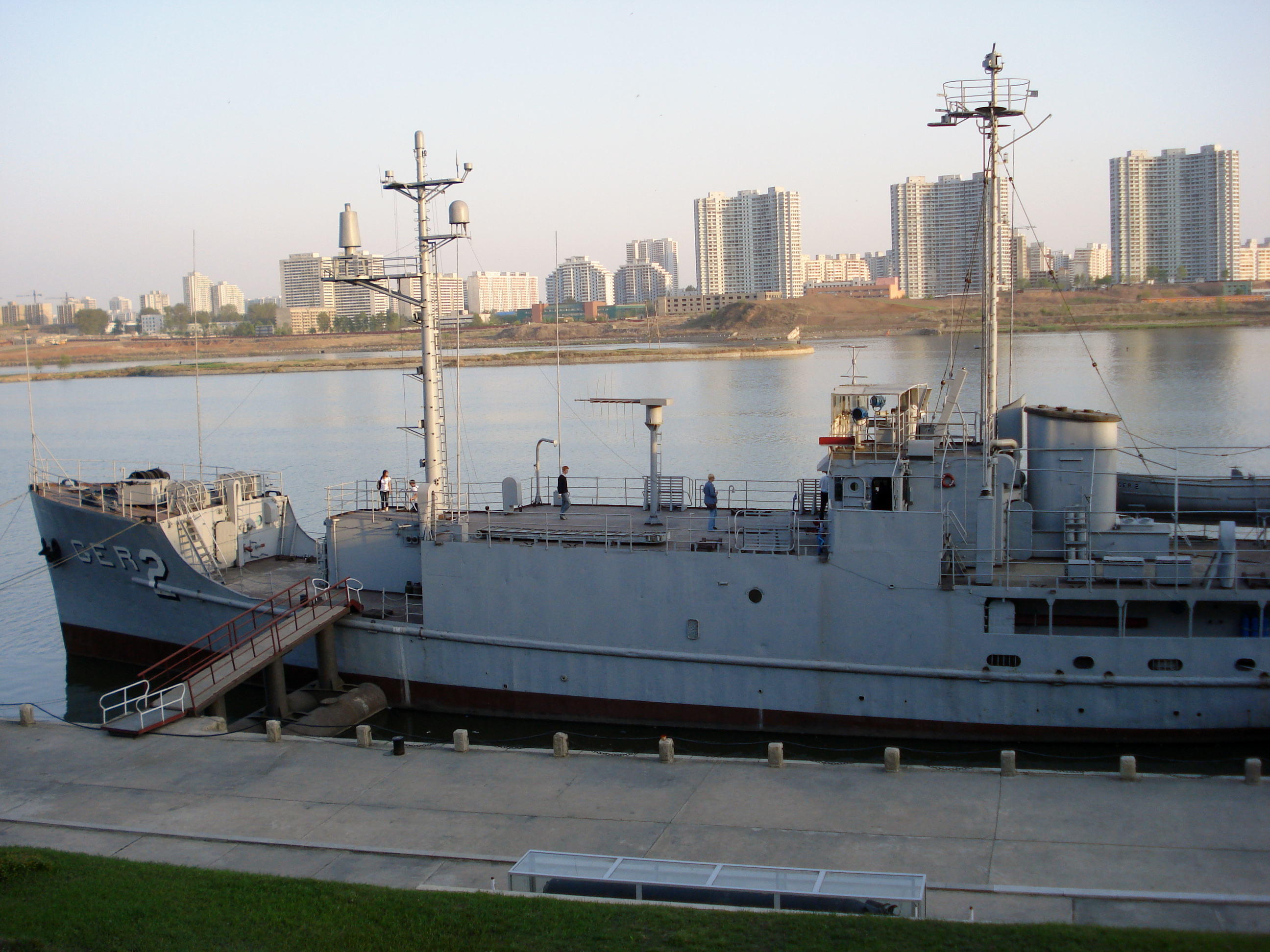
北朝鮮、朝鮮民主主義人民共和国の首都平壌に係留されているプエブロ（2009年）。現在は反米プロパガンダのための観光資源となっている。

拿捕後プエブロは元山港に入港させられ、乗組員は2回に渡って捕虜収容所を移動させられた。乗組員の解放後の主張によれば、この間に乗組員は拷問を受け、プロパガンダ用の写真を撮影しようとした北朝鮮兵に向かって乗組員がファックサインをした際に最も激しい拷問がなされたという。
艦長のロイド・M・ブッチャー中佐も拷問され、スパイ行為を行ったと自白させるため「部下を目の前で処刑する」と脅され、そのため、ブッチャーは自白を承諾したという。北朝鮮側は彼自身の言葉で自白させたが、この時ブッチャーはささやかな抵抗として、｢私は北朝鮮と、偉大な指導者金日成に感謝する｣と発言した際、｢感謝する｣を意味する「paean」を、｢小便する｣という意味の「pee on」と発音した。しかし、英語に詳しい者のいなかった北朝鮮側は誰ひとりとして気付かなかった。

### コンバット・フォックス作戦
この事件はアメリカ東部時間の深夜に発生したが、翌日の大統領昼食会で対応が検討され、それから連日にわたって国家安全保障会議が開催された。国防長官ロバート・マクナマラは空軍の増派と政府の態勢強化を主張し、ベトナム戦争の最中であったが、本国とベトナムから最終的に戦術機400機以上が朝鮮半島周辺に展開された。また、B-52戦略爆撃機24機が嘉手納基地とグアムに前進配備され、給油機10機が嘉手納基地に駐屯した。海軍では6個の空母群を集結するとともに、海空軍予備役の動員も行なわれた。

### 外交交渉
アメリカ合衆国政府は乗組員の解放を要求したが、北朝鮮はこれを撥ね付け、逆に領海侵犯を謝罪するよう求めた。28日に開かれた国連安全保障理事会では米国ゴールドバーグ大使は、プエブロ号が臨検された位置は公海上だったと主張、国連未加盟の北朝鮮の代わりにソ連のモロゾフ大使が北朝鮮領海上だったと反論した。米側は北朝鮮艦の交信の傍受記録をもとに北朝鮮艦がプエブロ号を発見した時に北朝鮮艦の方は公海上にいたはずとの根拠しか出せなかった。
アメリカ側では、報復措置として北朝鮮に対して元山港をはじめとする港湾の機雷封鎖、朝鮮半島沿岸の船舶航行禁止、船舶拿捕、航空基地や限定した都市への空爆・艦砲射撃、機密保持措置として元山港のプエブロ号爆撃等も検討された。しかし、北朝鮮は乗組員を人質としただけでは安心せず別の場所に移送、また、第二次朝鮮戦争につながればベトナム戦争と並行して戦争を遂行しなければならなくなることから、徐々にソ連を通じた外交交渉により乗組員と船体の引渡しを要求する意見が大勢を占めるようになった。さらにベトナム戦争では1968年1月30日からテト攻勢が始まりアメリカ政府の関心は再びベトナムに移った。
北朝鮮は、テープに録った乗組員らの自供音声を公開、さらにその後9月には、北朝鮮政府が、北朝鮮建国20周年記念慶祝行事を取材するために平壌に滞在中であった外国人記者に会見を許可した。日本人記者団4人など西側記者を含む外国人記者数十人は3時間半にわたってブッチャー艦長以下乗組員20名と会見、その場では、乗組員らは領海侵犯を認め、早く米国に帰りたいことを訴えている。
事件発生当時、北朝鮮は領海12海里、アメリカは領海3海里を主張していた。事件発生時にアメリカ側は「12海里以上離れて航行していた」と主張したが、1968年12月にはアメリカ側が「航行していたのは12海里以内だった」と認め、謝罪文を北朝鮮に提出することで乗組員解放交渉が妥結した。米国のギルバート・ウッドワード陸軍少将は「私は、ひとえに乗組員を釈放させるという唯一の目的により、この文書に署名する」という声明を発表した上で、謝罪文に署名している。のちに全員が釈放されたが、プエブロ号は返還されなかった。

## その後
ブッチャー艦長は、一発も発砲せず抵抗せずにむざむざと艦を接収されたこと、機密書類の廃棄や機密機器の破壊を完全に行いそれを確認した上で投降しなかったこと、領海侵犯を認めたこと等が問題にされ、一般の裁判手続でいえば予審にあたる査問手続にかけられた。武力抵抗していれば完全に機密書類廃棄や機密機器破壊を行いえたであろうとして、査問会議の評決は、ブッチャーを軍法会議にかけること、またブッチャーの上官らについても譴責処分が相当であるというものだった。訴追責任者は「彼らは十分苦しんだ」と語って、この判定を容れず、軍法会議とはならなかった。
1992年、北朝鮮でプエブロ号事件を描いた映画『対決』が製作され、洋上でプエブロ号を航行させて拿捕の様子が再現された。この作品では、日本人拉致被害者曽我ひとみの夫で元米国軍人のチャールズ・ジェンキンスが米空母「エンタープライズ」の艦長として出演している。
2014年1月、機密指定解除で公開された公文書により、事件を受けてのアメリカ太平洋軍による対北有事行動計画「フレッシュ・ストーム」「フリーダム・ドロップ」がまとめられていた事が明らかになった。このうち後者では、核兵器の使用すら検討されていたという。
プエブロ号の乗組員らは11カ月間の北朝鮮収容所の拘束中、暴力や拷問、栄養失調で身体的・精神的苦痛を受け、多くがPTSDや記憶障害、フラッシュバックなどに苦しめられ、家庭生活や仕事がうまくいかず、高齢になった今も、健康上の問題や医療費の負担に苦しんでいると主張、北朝鮮に賠償を求めて米国の裁判に提訴する動きがある。北朝鮮が賠償に応じる見込みはないが、原告が勝訴すれば、米政府がテロ被害者向けに設立した基金から救済金を受け取ることができる。2008年に元乗組員と遺族の計４人が訴訟を起こし、裁判所が北朝鮮に総額6千万ドル余りの賠償金支払いを命じ、北朝鮮は応じなかったが、原告らには2017年に計9百万ドルの救済金が給付された。2008年米政府は北朝鮮の「テロ支援国家」指定を解除したが、トランプ大統領が2017年11月に再指定したことを受け、別の元乗組員や家族らが2018年2月に提訴、2021年2月米地裁は北朝鮮に23億ドル（約2440億円）の支払いを命じる判決を言い渡した。